# Ostronsås
Ostronsås är en tjock, mörkbrun sås som framställs genom kokning av ostron i saltlag med sojasås och andra kryddor. Såsen är salt och lite sötaktig och används ofta i kinesisk, thailändsk och filippinsk matlagning. Den kan användas på liknande sätt som sojasås till wok, kött och fiskrätter. 
Ostronsås sägs ha uppfunnits 1888 av Lee Kam Sheung i Guangdong, Kina.